# Abborrtjärnen (Envikens socken, Dalarna, 676453-149341)
Abborrtjärnen är en sjö i Falu kommun i Dalarna och ingår i Dalälvens huvudavrinningsområde.